# Soria (grad)
Soria je španjolski grad u istoimenoj provinciji Soria (Autonomna zajednica Kastilja i León). 

## Zemljopisni smještaj
Grad se nalazi na rijeci Duero (portugalski Douro). 

## Stanovništvo
Soria ima 35.112 stanovnika (2002.).

## Arhitektura i znamenitosti
Grad je poznat po svojim zidinama i brojnim crkvama koje su posebnih arhitektonskih značajki. 